# Edgar Briggs – Das As der Abwehr
Edgar Briggs – Das As der Abwehr (Original: The Top Secret Life of Edgar Briggs) ist eine 13-teilige britische Comedy-Fernsehserie aus dem Jahr 1974. In Deutschland wurden elf der 13 Folgen erstmals 1976 im ZDF ausgestrahlt und in den 1980er Jahren in einigen Dritten Programmen wiederholt.
David Jason spielt Edgar Briggs, den Leiter einer Abteilung des britischen Geheimdienstes, der seine Mitarbeiter regelmäßig zur Verzweiflung bringt. In seinen Bemühungen, alles besonders richtig zu machen, stiftet er heilloses Chaos und grenzenlose Verwirrung. Obwohl beim Ausspionieren gegnerischer Agenten und bei der Suche nach Geheimdokumenten durch Briggs’ tölpelhaftes Agieren so ziemlich alles schiefgeht, was schiefgehen kann, gelingt es am Ende Briggs’ Mitarbeitern doch jedes Mal, den Fall zu lösen, was Edgar sich dann regelmäßig als eigenes Verdienst anrechnet, nicht zuletzt auch immer wieder motiviert durch den Ausspruch „Fantastisch, Briggs!“ seines Chefs, des Commanders.

## Trivia
In der deutschen Synchronisation wurden die Ostblock-Agenten des Originals allesamt Tolteken genannt (eigentlich ein seit Jahrhunderten ausgestorbenes Volk in Mittelamerika). Der zuständige ZDF-Programmleiter wollte den kommunistischen Ostblock in Zeiten der sogenannten Entspannungspolitik nicht verärgern. Außerdem wurde eine Folge überhaupt nicht in Deutschland ausgestrahlt. Elf Jahre später wiederholte Südwest 3 elf der zwölf Folgen unter neuen Titeln. Hier bekam die Serie dann auch ihren heute bekannten Titel „Edgar Briggs – Das As der Abwehr“. Im ZDF hieß die Serie noch „Geheimagent 0014“. Eine Neusynchronisation erfolgte für die Wiederholungen nicht, die Tolteken blieben Tolteken, bei mindestens einer Folge wurde in der Ansage zuvor noch erklärt, was es mit den Tolteken eigentlich auf sich hat.

## Besetzung
- David Jason: Edgar Briggs
- Barbara Angell: Jeniffer Briggs, seine Frau
- Noel Coleman: Der Commander
- Michael Stainton: Buxton (Mitarbeiter)
- Mark Eden: Spencer (Mitarbeiter)
- Elizabeth Counsell: Cathy (Mitarbeiterin)

Der Hauptdarsteller David Jason hat inzwischen der BBC die Rechte abgekauft und deren weitere Vermarktung unterbunden. Er fand sich in seiner Rolle als trotteliger Agent zu bizarr, er nannte es „zu roh und ungeschliffen“.
Zwischenzeitlich hat er es sich wohl anders überlegt; in England ist die komplette Serie bereits auf DVD von Network erhältlich (Erscheinungstermin war der 2. März 2015), in Deutsch veröffentlicht Pidax die Serie voraussichtlich am 21. April 2017, wobei alle 13 Folgen enthalten sein sollen, zwei davon allerdings nur im Original mit deutschen Untertiteln.